# Ligne Nara
La ligne Nara (奈良線, Nara-sen) est une ligne ferroviaire du réseau JR West au Japon. Elle relie officiellement la gare de Kyoto à celle de Kizu dans la préfecture de Kyoto. Cependant, tous les trains de la ligne continuent sur la ligne Yamatoji de Kizu jusqu'à la gare de Nara.

## Vue d'ensemble
La ligne Nara fait partie du réseau urbain de la JR West dans l'agglomération d'Osaka-Kobe-Kyoto. Son rôle principal est celui d'une ligne de banlieue, transportant les gens au travail et l'école à Kyoto et Nara. Elle est aussi utilisée par les touristes étrangers titulaires du Japan Rail Pass pour la visite des monuments historiques de Nara et Uji. À Kyoto, la ligne est en correspondance avec la ligne Shinkansen Tōkaidō et plusieurs autres lignes régionales. Il y a également des correspondances avec d'autres lignes à la gare de Kizu. À Nara, les voyageurs peuvent changer de train pour continuer vers l'ouest jusqu'à Horyuji et JR Namba.
Comme la compagnie Kintetsu exploite aussi une « ligne Nara », la ligne est également désignée comme la « ligne JR Nara ».
Sur les cartes, la ligne est de couleur brune et désigné par la lettre D.
Toutes les stations sont équipées de lecteurs de cartes pour la carte ICOCA.

### Nom de la ligne
La ligne Nara se trouve entièrement dans la préfecture de Kyoto. Cependant, la ligne a été construite à l'origine par la Nara Railway entre la gare de Kyoto et celle de Nara, ce n'est que plus tard, après sa fusion avec la Kansai Railway, que le tronçon entre Kizu et Nara est devenu une partie de la route Osaka - Nagoya (ligne Yamatoji).
Le service de la ligne Nara va de la gare de Nara à la gare de Kyoto, et est traitée comme telle par les annonces aux passagers et les cartes des lignes. Ainsi, même en opérant sur la ligne Yamatoji, les trains en provenance et à Kyoto sont considérés comme étant sur la ligne « Nara ».

## Travaux
La ligne JR Nara est parallèle a d'autres lignes appartenant a des réseaux privés (Kintetsu et Keihan) ,et sur certains tronçons les voies sont littéralement accolées. Jusqu'à l'électrification en 1984 la ligne Nara était exploitée a 1/H avec de vieux trains diesel. Après l'électrification la fréquence augmenta quelque peu
avec des trains de la série 105 à deux voitures, mais restant limité comparé a ses concurrents qui avait des lignes électrifiées ,des voies doubles et des fréquences élevées. A l'arrivée de la JR West en 1987 des améliorations sont effectuées telles que notamment l'introduction de trains à quatre voitures (certains avec six voitures), une double voie partielle et une augmentation du nombre de trains, y compris des trains rapides tels que le Rapide Miyakoji .
Depuis 1994 la ligne est doublée progressivement depuis Kyōto jusqu'à Uji, et jusqu'en 2022 certains tronçons étaient encore en voie unique. Depuis Mars 2023 et les derniers gros travaux ,la ligne est en voie double sans interruption depuis Kyōto à la gare de Jōyō. Sur la partie sud elle est en double voie de Nara à la gare de Kizu,et un tronçon entre la gare de Tamamizu et Yamashiro-Taga est récemment mis en double voie.
Cela permet d'avoir des temps de trajets reduits ,d'augmenter le nombre de trains de fiabiliser la ligne (plus de croisements en station) et les express seront plus rapides. In fine le pourcentage de double voie de la ligne Nara passe de 24 % à 64 %.
Le reste est en voie unique et le projet de dédoubler la ligne semble au ralenti. En effet des tunnels et des zones habitées nécessitant des expropriations sont présentes.

## Services

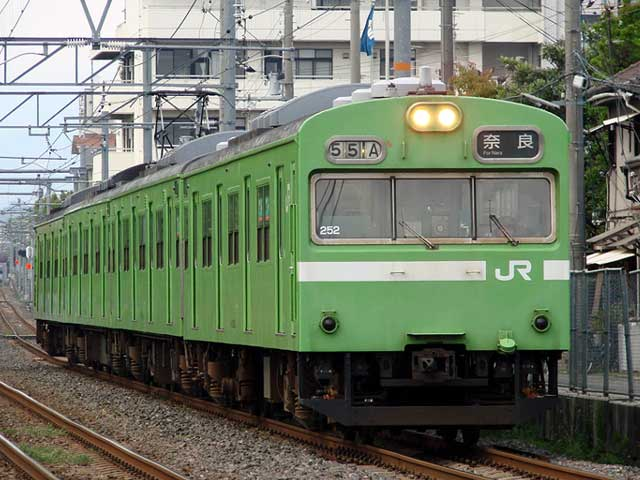
Train local 103-series proche de la gare d'Inari

- Local (普通, Futsū?) : Toutes les gares du trajet sont desservies.
- Regional Rapid Service (区間快速, Kukan-kaisoku?) : Le train ne s'arrête qu'aux gares les plus importantes jusqu'à Uji. À partir d'Uji, ce train s'arrête à toutes les stations.
- Rapid service (快速, Kaisoku?) : Le train ne s'arrête qu'aux gares les plus importantes sur toute la ligne.
- Miyakoji Rapid Service (みやこ路快速, Miyakoji-kaisoku?) : Train express marquant encore moins d'arrêts que le train Rapid Service.

## Liste des gares
- Le nombre entre parenthèses à côté d'un nom de station de métro est le numéro de la station.
- Arrêts des trains :
  - Les trains locaux desservent toutes les stations (non représenté dans le tableau)
  - Autres désignations : Arrêt ●; | Pas d'arrêt
  - Miyakoji rapide : ○ Arrêt seulement pendant les vacances du Nouvel An (1-4 janvier)

 "une gare a Kyoto" désignée pour les billets de passagers, utilisés avec des billets Limited Express ou Shinkansen. Un détenteur de ce type de billet dont la destination est indiquée Kyōto-shinai (京都市内, litt. dans les limites de la ville de Kyoto) peut continuer vers l'une de ces gares sans frais supplémentaires.
| Nom de la ligne         | Gare             | Nom en japonais | Distance (km)      | Distance (km) | Regional Rapid | Rapid | Miyakoji Rapid                                             | Corresponsances |      | Localisation             | Localisation        |
| Nom de la ligne         | Gare             | Nom en japonais | Entre les stations | Total         | Regional Rapid | Rapid | Miyakoji Rapid                                             | |      | Localisation             | Localisation        |
| ----------------------- | ---------------- | --------------- | ------------------ | ------------- | -------------- | ----- | ---------------------------------------------------------- | --- | ---- | ------------------------ | ------------------- |
| Ligne Nara              | Kyoto            | 京都            | -                  | 0.0           | ●              | ●     | ●                                                          | JR Central : Ligne Shinkansen Tōkaidō JR West : ligne JR Kyoto/Ligne Biwako(A31) ligne Kosei (B31) Ligne Sagano (E01) Kintetsu : Ligne Kyoto (B01) Métro de Kyoto : Ligne Karasuma (K11) | ∥    | Shimogyō-ku, Kyoto       | Préfecture de Kyoto |
| Ligne Nara              | Tōfukuji         | 東福寺          | 1.1                | 1.1           | ●              | ●     | ●                                                          | Ligne principale Keihan (KH36) | ∥    | Higashiyama-ku, Kyoto    | Préfecture de Kyoto |
| Ligne Nara              | Inari            | 稲荷            | 1.6                | 2.7           | ｜             | ｜    | ○                                                          | | ∥    | Fushimi-ku, Kyoto        | Préfecture de Kyoto |
| Ligne Nara              | JR Fujinomori    | JR藤森          | 2.3                | 5.0           | ｜             | ｜    | ｜                                                         | | ∨    | Fushimi-ku, Kyoto        | Préfecture de Kyoto |
| Ligne Nara              | Momoyama         | 桃山            | 2.2                | 7.2           | ｜             | ｜    | ｜                                                         | | ◇    | Fushimi-ku, Kyoto        | Préfecture de Kyoto |
| Ligne Nara              | Rokujizō         | 六地蔵          | 2.4                | 9.6           | ●              | ●     | ●                                                          | Métro de Kyoto : Ligne Tōzai (T01) Keihan: Ligne Uji (KH73) | ◇    | Uji                      | Préfecture de Kyoto |
| Ligne Nara              | Kohata           | 木幡            | 1.0                | 10.6          | ｜             | ｜    | ｜                                                         | | ◇    | Uji                      | Préfecture de Kyoto |
| Ligne Nara              | Ōbaku            | 黄檗            | 1.4                | 12.0          | ｜             | ｜    | ｜                                                         | Keihan: Ligne Uji (KH75) | ◇    | Uji                      | Préfecture de Kyoto |
| Ligne Nara              | Uji              | 宇治            | 2.9                | 14.9          | ●              | ●     | ●                                                          | | ∧    | Uji                      | Préfecture de Kyoto |
| Ligne Nara              | JR Ogura         | JR小倉          | 1.4                | 16.3          | ●              | ●     | ｜                                                         | | ∥    | Uji                      | Préfecture de Kyoto |
| Ligne Nara              | Shinden          | 新田            | 1.8                | 18.1          | ●              | ●     | ｜                                                         | Ligne Kintetsu Kyoto(B12) (à Ōkubo) | ∨    | Uji                      | Préfecture de Kyoto |
| Ligne Nara              | Jōyō             | 城陽            | 2.1                | 20.2          | ●              | ●     | ●                                                          | | ◇    | Jōyō                     | Préfecture de Kyoto |
| Ligne Nara              | Nagaike          | 長池            | 1.8                | 22.0          | ●              | ｜    | ｜                                                         | | ◇    | Jōyō                     | Préfecture de Kyoto |
| Ligne Nara              | Yamashiro-Aodani | 山城青谷        | 2.0                | 24.0          | ●              | ｜    | ｜                                                         | | ◇    | Jōyō                     | Préfecture de Kyoto |
| Ligne Nara              | Yamashiro-Taga   | 山城多賀        | 1.3                | 25.3          | ●              | ｜    | ｜                                                         | | ◇    | Ide, District de Tsuzuki | Préfecture de Kyoto |
| Ligne Nara              | Tamamizu         | 玉水            | 2.0                | 27.3          | ●              | ●     | ●                                                          | | ◇    | Ide, District de Tsuzuki | Préfecture de Kyoto |
| Ligne Nara              | Tanakura         | 棚倉            | 3.0                | 30.3          | ●              | ｜    | ｜                                                         | | ◇    | Kizugawa                 | Préfecture de Kyoto |
| Ligne Nara              | Kamikoma         | 上狛            | 2.8                | 33.1          | ●              | ｜    | ｜                                                         | | ◇    | Kizugawa                 | Préfecture de Kyoto |
| Ligne Nara              | Kizu             | 木津            | 1.6                | 34.7          | ●              | ●     | ●                                                          | Ligne Yamatoji (Q38) Ligne Gakkentoshi (H18) | ∧    | Kizugawa                 | Préfecture de Kyoto |
| Ligne principale Kansai | Kizu             | 木津            | 1.6                | 34.7          | ●              | ●     | ●                                                          | Ligne Yamatoji (Q38) Ligne Gakkentoshi (H18) | ∧    | Kizugawa                 | Préfecture de Kyoto |
| Narayama                | 平城山           | 3.2             | 37.9               | ●             | ｜             | ｜    | [ * 4 ]                                                    | ∥ | Nara | Préfecture de Nara       |                     |
| Nara                    | 奈良             | 3.8             | 41.7               | ●             | ●              | ●     | Ligne Yamatoji (Q36) Ligne Sakurai (Ligne Man-yō Mahoroba) | ∥ | Nara | Préfecture de Nara       |                     |

1. ↑  区間快速
2. ↑  快速
3. ↑  みやこ路快速
4. ↑  Les trains Rapid Service et Yamatoji Rapid s'arrêtent; ainsi que les trains de Ligne Gakkentoshi Rapid Service

## Matériel roulant

### Présent

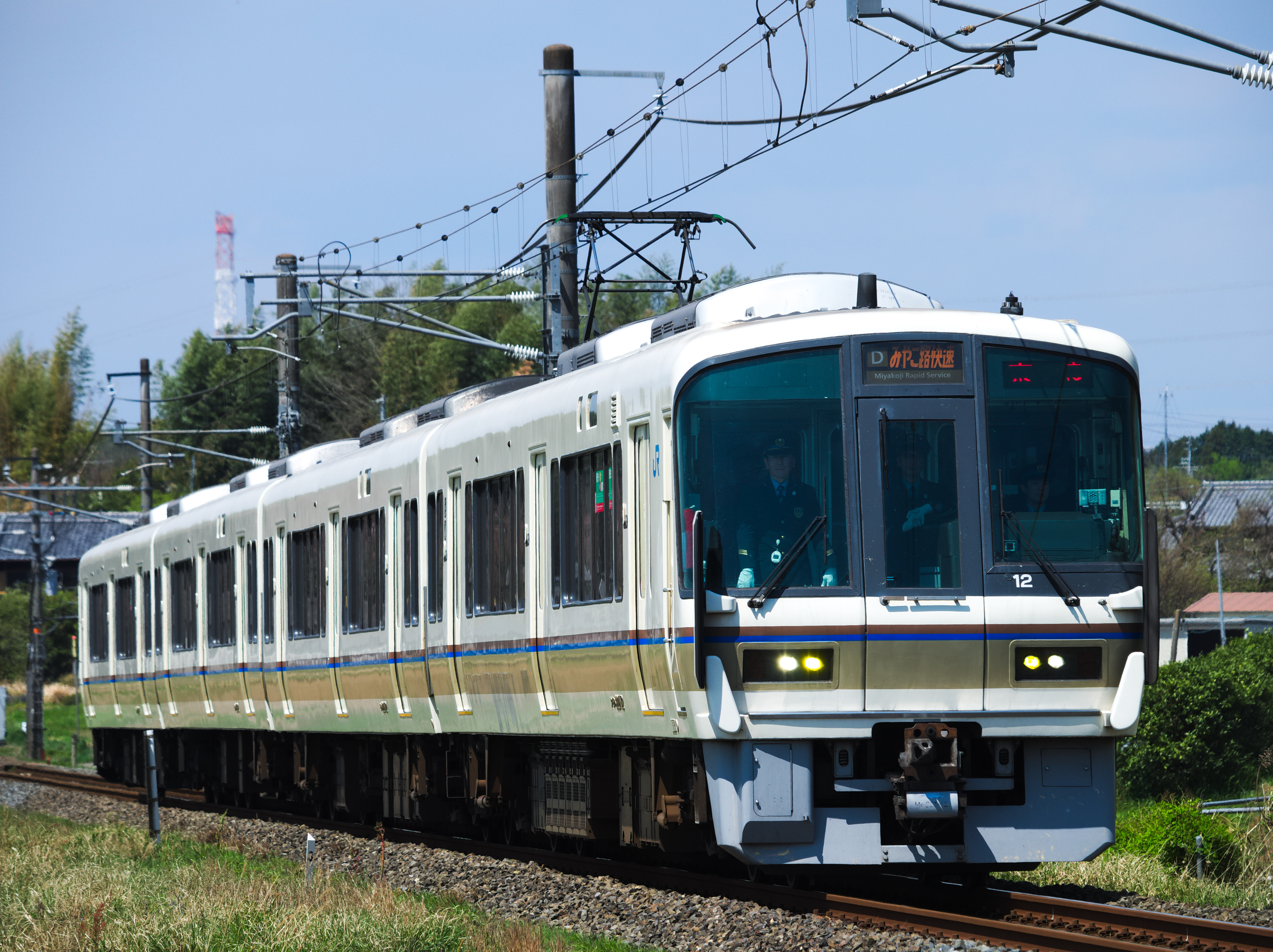
Série 221
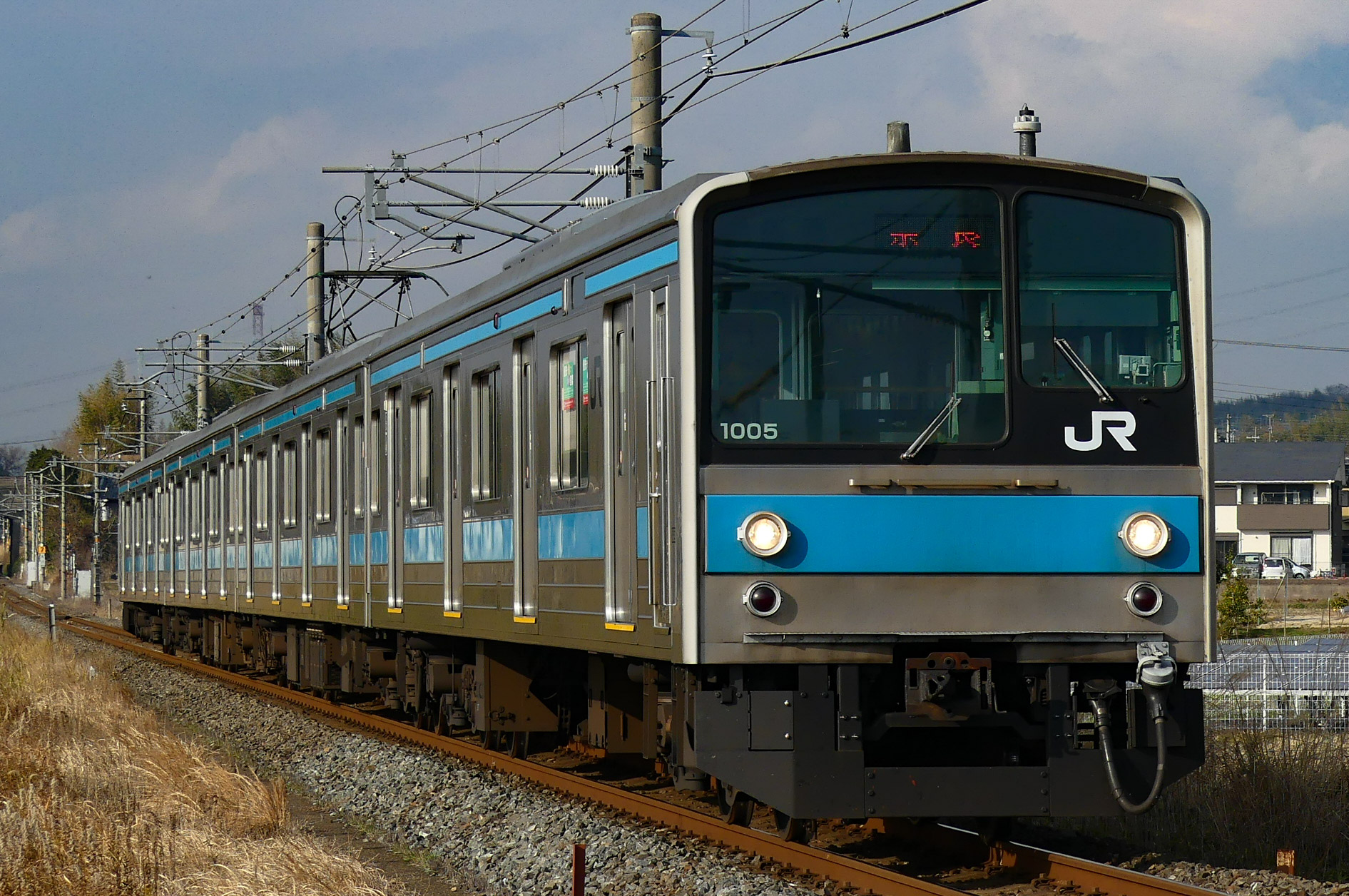
Série 205-1000

### Passé

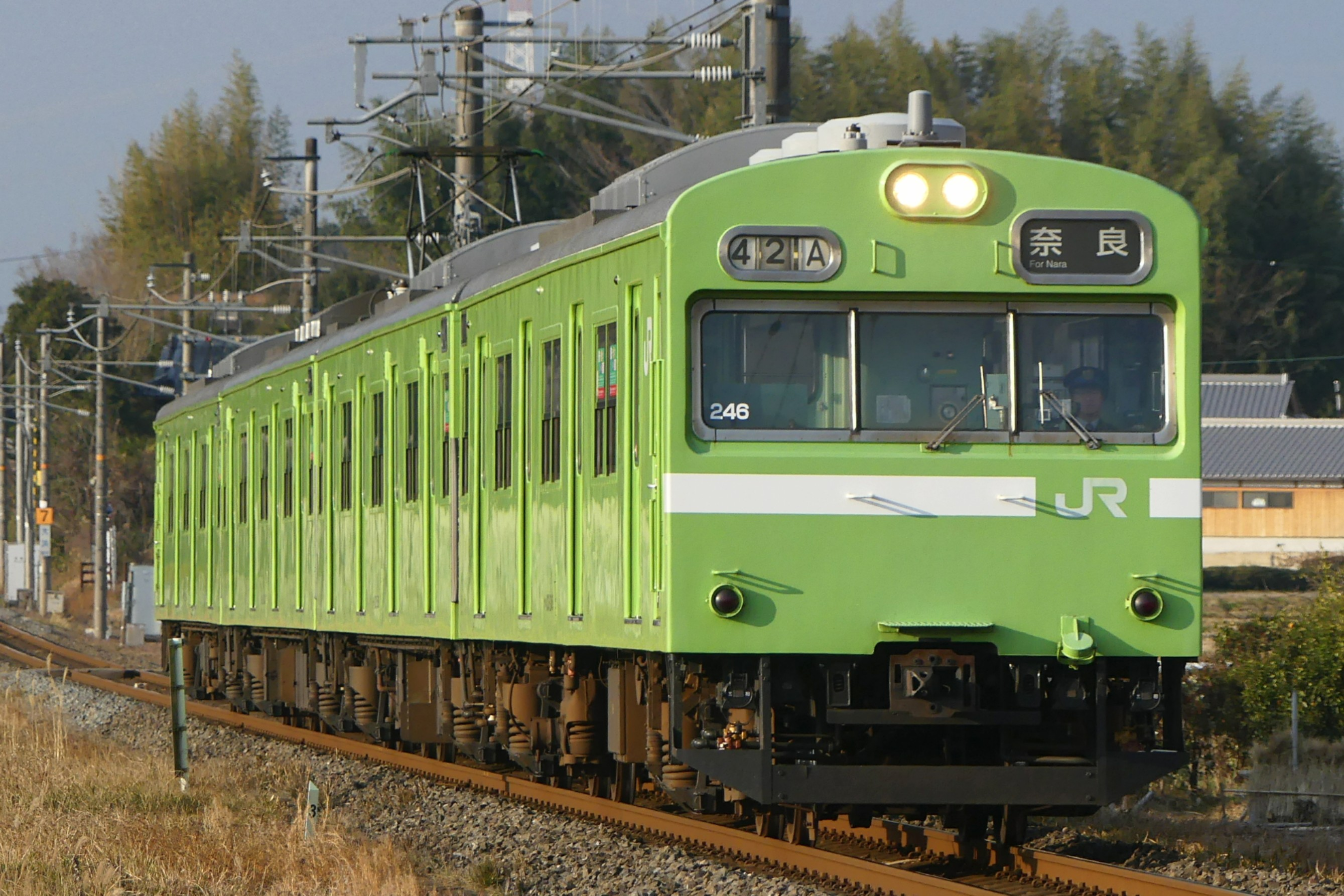
Série 103